# Sułowy
Sułowy (biał. Сулавы, Suławy; ros. Суловы, Sułowy) – wieś na Białorusi, w obwodzie brzeskim, w rejonie janowskim, w sielsowiecie Brodnica.

## Historia
W dwudziestoleciu międzywojennym wieś i folwark leżące w Polsce, w województwie poleskim, w powiecie pińskim, w gminie Brodnica. W 1921 wieś liczyła 208 mieszkańców, zamieszkałych w 35 budynkach. Wszyscy oni byli Białorusinami wyznania prawosławnego. Folwark natomiast liczył 7 mieszkańców, zamieszkałych w 1 budynku, w tym 5 Polaków i 2 Białorusinów. 5 mieszkańców było wyznania rzymskokatolickiego i 2 prawosławnego.
Po II wojnie światowej w granicach Związku Sowieckiego. Od 1991 w niepodległej Białorusi.